# Вечтомов, Николай Евгеньевич
Николай Евгеньевич Вечтомов (10 апреля 1923, Москва — 17 апреля 2007, Москва) — русский художник, один из классиков второй волны русского авангарда.

## Биография
Окончил среднюю школу в 1941 году, в августе был призван в армию, окончил Саратовское танковое училище. Прошёл с боями от Сталинграда до Донбасса, попал в плен, бежал из лагеря военнопленных под Дрезденом и добрался до окрестностей Праги, где встретился со своим дядей, чешским композитором Иваном Вечтомовым; затем присоединился к чешским партизанам.
По окончании Великой Отечественной войны поступил в Московское городское художественное училище, после его расформирования окончил художественное училище памяти 1905 года (1951). Вместе с однокурсниками Владимиром Немухиным и Лидией Мастерковой в середине 1950-х вошёл в Лианозовскую группу неофициального искусства.
Скончался 18 апреля 2007 года. Похоронен в Москве на Старо-Марковском кладбище.

## Работы находятся в собраниях
- Государственная Третьяковская галерея, Москва
- Музей актуального искусства ART4.RU, Москва
- Музей Джейн Вурхис Зиммерли, коллкеция Нортона и Нэнси Додж, Рутгерский университет, кампус Нью-Брансвик, Нью-Джерси, США

## Отзывы критики
Искусство Вечтомова построено на примирении противоречий: натурная живопись не конфликтует у него с безнатурной, духовное — с телесным, время — с пространством… Всё соединяется в сильном чувстве или в очень глубоком раздумье. Если «новые формы» — действительно попытки души выразить себя, то Вечтомов нашёл уникальную культурную формулу, которая передаёт сосредоточенное принятие целостности мира. Молчание и абсолютный покой порождают некое состояние целостности, не поддающееся анализу. Они же — первопричина возникновения некой формы, выражающей в своей «единственности» множественность мира и миров. В этом смысле творчество Н. Е. Вечтомова религиозно в буквальном смысле слова «religare» — связывать, сопрягать. — Вера Калмыкова, журнал «Истина и жизнь»

Вечтомов особенно хорош в пронзительном цвете: яркий оранжевый, яркий красный, ярким у художника получается даже любимый антрацитовый черный. Это передается в живописи, с лаком, а в графике притупляется из-за технологических ограничений: сюжет может быть тем же, но цветовой рези, к сожалению, нет. Знаменитые цветовые контрасты Вечтомов принес как военное воспоминание: это вспышки взрывов — продукт драматического сюрреализма войны, жестокость и рукотворность которого непостижима для человеческой психики. В ярких инопланетных закатах Вечтомова одни увидят декоративный мистицизм, другие — боль пройденного художником Сталинграда, Курской дуги, плена и партизанского сопротивления. — Владимир Богданов, журнал «Директор Info»

Он передает ощущение, среду миров, существующих или не существующих, и делает это убедительно. Глядя на его полотна, можно пережить погружение в стеклянную атмосферу неведомых планет, где все подвержено другим, неземным законам. Где в пугающей четкости причудливых очертаний черных существ с говорящими отверстиями видится скрытая угроза. — Лев Кропивницкий